# 19e division d'infanterie (Empire allemand)
Pour les articles homonymes, voir 19e division d'infanterie.
La 19e division d'infanterie est une unité de l'armée allemande qui participe à la guerre franco-allemande de 1870 et à la Première Guerre mondiale. Au déclenchement de la Première Guerre mondiale, elle fait partie avec la 20e division d'infanterie du 10e corps d'armée. Elle participe au sein de la 2e armée allemande aux combats en Belgique (siège de Liège et bataille de Charleroi). Elle combat ensuite lors de la bataille de Guise et lors de la bataille de la Marne. Au cours de l'année 1915, la division est transférée sur le front de l'est. Elle revient à l'automne sur le front ouest pour être engagée dans la seconde bataille de Champagne. La division est à nouveau envoyée sur le front de l'est pour être engagée lors des offensives Broussilov.
À partir du mois de novembre 1916 et jusqu'à la fin du conflit, la 19e division combat sur le front ouest. Elle est engagée pendant les batailles du Chemin des Dames et des monts de Champagne. En 1918, elle combat lors de l'offensive Michaël puis dans la région de Noyon. La division est ensuite placée en Lorraine, où elle est à nouveau sollicitée à partir du mois de septembre pour combattre et ralentir la progression des troupes alliées. Après la signature de l'armistice, la division est transportée en Allemagne où l'unité est dissoute en septembre 1919.

## Guerre franco-allemande de 1870

### Composition
- 37e brigade d'infanterie
  - 78e régiment d'infanterie
  - 91e régiment d'infanterie (de)
- 38e brigade d'infanterie
  - 16e régiment d'infanterie
  - 57e régiment d'infanterie
- 9e régiment de dragons

### Historique
Pendant la guerre franco-allemande, la 19e division est une unité mixte composée de Hanovriens et d'habitants d'Oldenbourg et de la Westphalie. Ses zones de recrutements sont ensuite modifiées pour comporter l'ancien royaume de Hanovre, annexé par la Prusse en 1866 et qui devient la province prussienne de Hanovre, et le grand-duché d'Oldenbourg. Plusieurs unités de cette division perpétuent les traditions de la King's German Legion.
Pendant la guerre franco-allemande, la 19e division d'infanterie est engagée dans les batailles de Mars-la-Tour et Saint-Privat, puis participe au siège de Metz. Elle combat ensuite durant la campagne de la Loire, lors des batailles de Beaune-la-Rolande, Beaugency-Cravant, et du Mans.

## Première Guerre mondiale

### Composition

#### Temps de paix, début 1914
- 37e brigade d'infanterie (Oldenbourg)
  - 78e régiment d'infanterie (Emden, Aurich, Osnabrück)
  - 91e régiment d'infanterie (de) (Oldenbourg)
- 38e brigade d'infanterie (Hanovre)

73e régiment de fusiliers (Hanovre)
74e régiment d'infanterie (de) (Hanovre)
- 19e brigade de cavalerie (Hanovre)

19e régiment de dragons (Oldenbourg)
13e régiment d'uhlans (Hanovre)
- 19e brigade d'artillerie de campagne (de) (Oldenbourg)
  - 26e régiment d'artillerie de campagne
  - 62e régiment d'artillerie de campagne (de)

#### Mobilisation d'août 1914
- 37e brigade d'infanterie
  - 78e régiment d'infanterie
  - 91e régiment d'infanterie
- 38e brigade d'infanterie
  - 73e régiment de fusiliers
  - 74e régiment d'infanterie
  - 3e escadron du 17e régiment de hussards
- 19e brigade d'artillerie de campagne
  - 26e régiment d'artillerie de campagne (2e régiment d'artillerie de campagne hanovrien)
  - 62e régiment d'artillerie de campagne de Frise orientale
  - 1re compagnie du 10e bataillon de pionniers (pionniers hanovriens)

#### Composition en 1915
- 37e brigade d'infanterie
  - 74e régiment d'infanterie
  - 78e régiment d'infanterie
  - 91e régiment d'infanterie
- 19e commandement d'artillerie
  - 26e régiment d'artillerie de campagne (2e régiment d'artillerie de campagne hanovrien)
  - 62e régiment d'artillerie de campagne de Frise orientale
- 2e escadron du 17e régiment de hussards

#### Composition en 1917
- 37e brigade d'infanterie
  - 74e régiment d'infanterie
  - 78e régiment d'infanterie
  - 91e régiment d'infanterie
- 19e commandement d'artillerie
  - 26e régiment d'artillerie de campagne (2e régiment d'artillerie de campagne hanovrien)
- 3e escadron du 17e régiment de hussards

#### Composition en 1918
- 37e brigade d'infanterie
  - 74e régiment d'infanterie (1er régiment d'infanterie hanovrien)

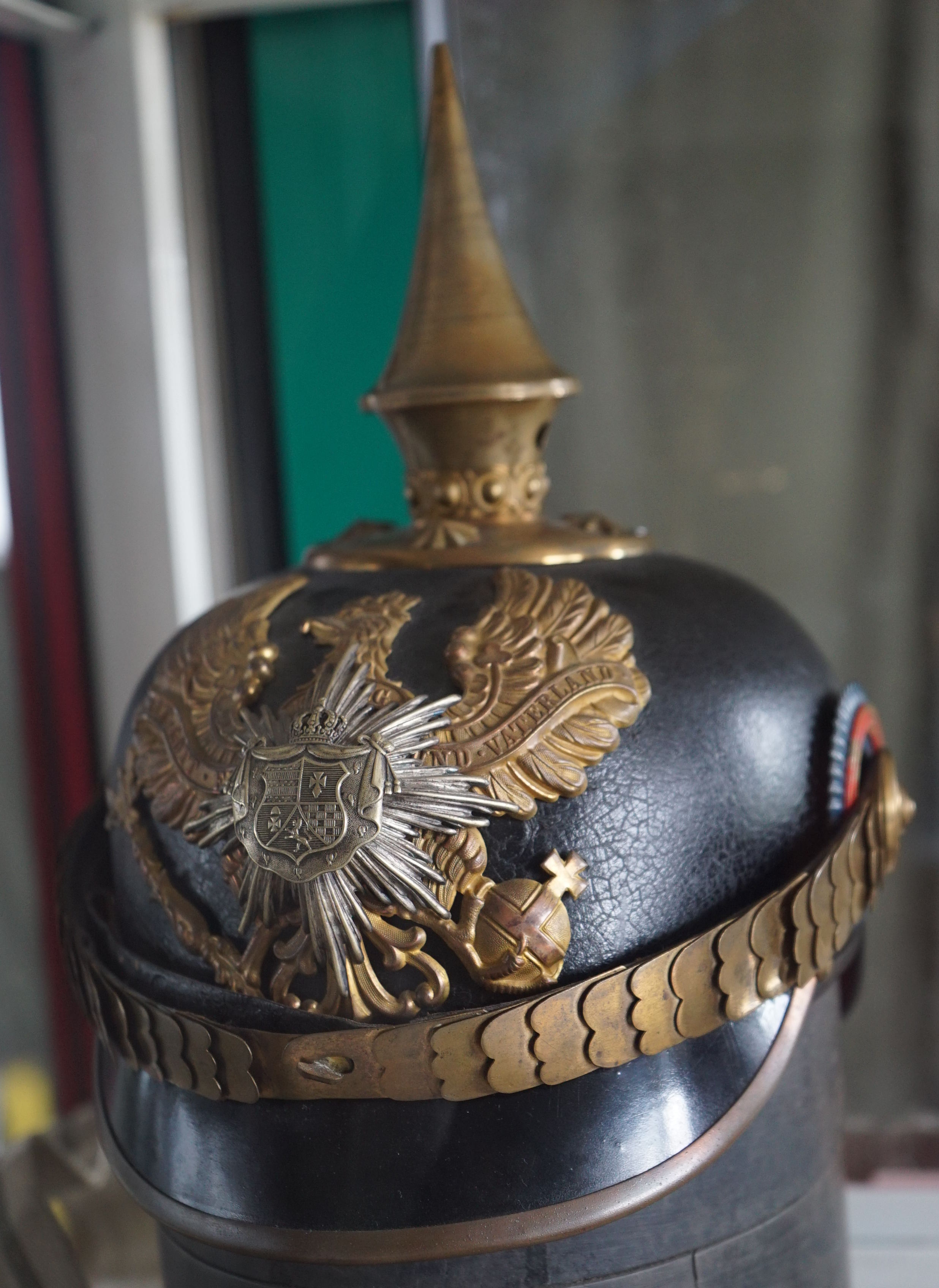
Casque d'officier du d'infanterie, collection Friesse, musée du fort de la Pompelle.

  - 78e régiment d'infanterie « duc Frédéric Guillaume de Brunswick »
  - 91e régiment d'infanterie oldenbourgeois
- 19e commandement d'artillerie
  - 26e régiment d'artillerie de campagne (2e régiment d'artillerie de campagne hanovrien)
  - 93e bataillon d'artillerie à pied
- 3e escadron du 17e régiment de hussards

### Historique
Au déclenchement de la Première Guerre mondiale, la 19e division d'infanterie forme avec la 20e division d'infanterie le Xe corps d'armée de Hanovre, ce corps est rattaché au début du conflit à la IIe armée du général von Bülow.

#### 1914
- 3 - 16 août : au déclenchement du conflit, la division est stationnée à Malmedy. À partir du 5 août, la 38e brigade est engagée dans la bataille de Liège.
- 16 - 25 août : après la chute des forts de Liège, regroupement de la division au nord de Namur. Engagée à partir du 21 août dans la bataille de Charleroi. Le 25 août, entrée en France.
- 26 - 30 août : poursuite de la 5e armée française. Engagée le 29 août dans la bataille de Guise.
- 31 août - 10 septembre : Progression en direction du sud, franchissement de la Marne. À partir du 6 septembre, engagée dans la bataille de la Marne, située à droite de la 20e division d'infanterie allemande, combat dans la région de Corfélix et de Saint-Prix (bataille des Marais de Saint-Gond).
- 11 septembre 1914 - 25 avril 1915 : repli vers le nord. Les 12 et 13 septembre, combats dans la région de Reims. Poursuite du repli jusqu'à l'Aisne. Engagée à partir du 13 septembre dans la bataille de l'Aisne. Occupation et organisation d'un secteur dans cette région.

#### 1915
- Mars :  le 73e régiment de fusiliers est transféré à la 111e division d'infanterie.
- 25 - 30 avril : retrait du front et transport par V.F. sur le front de l'est.
- 1er mai - 8 septembre : intégrée avec la 20e division d'infanterie au groupe d'armées von Mackensen. Engagée dans l'offensive de Gorlice-Tarnów, la division subit des pertes lourdes [n 1].
  - 16 - 23 mai : franchissement du San.
  - 24 - 26 mai : combats dans la région de Radymno et sur les rives du San.
  - 27 mai - 4 juin : combats dans la tête de pont de Jarosław.
  - 12 - 15 juin : bataille de Lubaczów.
  - 17 - 22 juin : engagée dans la bataille de Lemberg.
  - 22 juin - 16 juillet : organisation et occupation d'un secteur en Galicie polonaise et préparation à l'offensive du Boug.
  - 16 - 18 juillet : engagée dans la bataille de Krasnystaw.
  - 19 - 28 juillet : exploitation de la bataille.
  - 29 - 30 juillet : engagée dans la bataille de Biskupice.
  - 31 juillet - 19 août : participe à la poursuite du Wieprz vers le Bug.
  - 19 août - 8 septembre : poursuite des troupes russes entre le Bug et l'Iasselda.
- 9 - 26 septembre : retrait du front, mouvement vers Varsovie. Transport par V.F. dans la région de Anvers, puis mouvement par Namur et Givet sur le front de Champagne en renfort de la IIIe armée allemande.
- 27 septembre - 17 octobre : engagée dans la seconde bataille de Champagne.
- 18 octobre - 19 décembre : retrait du front ; mouvement dans la région de Grandlup, Missy-lès-Pierrepont ; repos. À la fin du mois d'octobre, la division occupe un secteur entre Hurtebise et Vauclerc.
- 20 décembre 1915 - janvier 1916 : retrait du front ; repos et instruction dans la région de Parfondru. Placée en réserve.

#### 1916
- janvier - 16 mai : mouvement vers le front et occupation d'un secteur entre Hurtebise et Vauclerc.
- 17 mai - 7 juin : retrait du front ; mouvement vers Sissonne ; instruction.
- 7 - 12 juin : transport par V.F. par Laon, Sedan, Trèves, Coblence, Limberg, Marbourg, Cassel, Leipzig, Breslau, Bautzen, Iwagorod, Kovel[2].
- 12 juin - 27 juillet : engagée dans les combats défensifs de l'offensive Broussilov, combat le long du Stokhid.
- 28 juillet - 4 novembre : combat dans le secteur de Kovel, la division fait partie de la 4e armée austro-hongroise sur le front de Volhynie.
- 4 - 13 novembre : retrait du front, transport par V.F. passant par Kovel, Brest-Litvosk, Varsovie, Toruń, Berlin, Hanovre, Aix-la-Chapelle, Liège, Namur, Givet, Hirson[2].
- 14 novembre - décembre : stationnement dans la région de Rethel, repos et instruction. Mise en réserve de la IIIe armée.

#### 1917
- janvier - 24 février : repos et instruction sur le front de Champagne.
- 24 février - 6 mars : mouvement vers le front, la division tient le secteur Ripont, Cernay-en-Dormois.
- 6 mars - 18 juillet : déplacement vers le front de Reims dans le secteur Brimont, Cavalier de Courcy. La droite de la division est engagée dans la bataille du Chemin des Dames. Relevée le 10 juin, la division est engagée dans la bataille des monts de Champagne au sud-ouest de Moronvilliers, puis dans le secteur mont Cornillet, mont Blond. La division subit de lourdes pertes lors de ces attaques.
- 19 juillet - 9 septembre : retrait du front, mouvement par étape de deux jours dans le secteur de Ville-sur-Tourbe.
- 10 septembre 1917 - février 1918 : retrait du front et mouvement vers la région de Verdun dans le secteur de Beaumont - Samogneux, nombreuses attaques françaises, le 25 novembre combat sur la cote 344. Retrait du front, la division est déplacée et occupe le secteur de Forges-sur-Meuse sur la rive gauche de la Meuse. Relevée par la 84e division d'infanterie au début du mois de février[3].

#### 1918
- février - 6 mars : retrait du front ; repos et instruction dans la région de Stenay.
- 6 - 20 mars : mouvement par étapes par Sedan, Charleville, Anor pour atteindre la région de Hecq.
  - 17 mars : mouvement vers Honnechy puis vers Croix-Moligneaux.
  - 19 - 20 mars : marche nocturne vers Brancourt.
- 21 mars - 6 avril : engagée dans l'offensive Michael.
  - 21 - 22 mars : attaques en direction de Gouzeaucourt, Vermand et Maissemy.
  - 22 - 25 mars : poursuite de l'offensive en direction de la Somme.
  - 25 - 28 mars : le 91e régiment d'infanterie franchit la Somme à Brie et atteint Harbonnières le 28 mars.
  - 28 - 31 mars : en seconde ligne.
  - 31 mars - 6 avril : engagée à nouveau en première ligne, combat dans la région de Marcelcave[n 2].
- 6 - 16 avril : retrait du front ; repos dans la région de Proyart et Framerville.
- 17 avril - 29 mai : occupation d'un secteur au nord de Hangard jusqu'au 20 avril, relevée par la 109e division d'infanterie[4]. Après quelques jours de repos dans la région de Harbonnières, la division remonte en première ligne le 24 avril.
  - 26 avril : contre-attaque française et provoque de fortes pertes à la 19e division.
  - 27 avril - 5 mai : retrait du front.
  - 6 - 29 mai : mouvement vers le front, occupation du secteur au nord de Hangard.
- 30 mai - 9 juin : retrait du front ; repos dans la région de Cambrai. Mouvement par marche nocturne vers Lassigny en passant par Ham (2 juin), Esmery-Hallon et Tilloloy dans la nuit du 7 au 8 juin[3].
- 9 - 14 juin : mouvement vers le front dans la région de Noyon, occupation d'un secteur dans la forêt de Lataule, relevée par la 206e division d'infanterie[5].
- 15 juin - 31 juillet : retrait du front. À partir du 21 juin, mouvement par V.F. en Lorraine dans la région de Bezanges. Relève la 3e division de la Garde le 25 juin. La division est ensuite relevée le 29 juillet par la 81e division de réserve en provenance de Flandres[6].
- 1er août - 3 septembre : la division est stationnée près du fort de Brimont, puis mouvement par étapes en direction du front de la Vesle.
- 3 - 30 septembre : occupation d'un secteur au nord-est de Fismes. La division subit les attaques françaises et perd 700 prisonniers.
- 1er - 18 octobre : repli devant la poussée française sur Ventelay et Chaudardes le 1er octobre, puis sur Pontavert, Craonne jusqu'à Sissonne les 11 et 12 octobre, puis placée en seconde ligne.
- 19 octobre - 11 novembre : à nouveau en première ligne dans la région de Sissonne, puis retraite vers Boncourt, La Ville-au-Bois, Montcornet. Après le 4 novembre, la division est située près de Renneval, Iviers et Aubenton (le 8 novembre)[6].

## Chefs de corps
| Grade           | Nom                                  | Date                               |
| --------------- | ------------------------------------ | ---------------------------------- |
| Generalleutnant | Hugo Eberhard zu Münster-Meinhövel   | 30 octobre 1866 - 9 août 1867      |
| Generalleutnant | Emil von Schwartzkoppen              | 10 août 1867 - 21 octobre 1870     |
| Generalmajor    | Emil von Woyna                       | 22 octobre 1870 - 17 août 1871     |
| Generalleutnant | Ludwig von Schlotheim                | 18 août 1871 - 19 mars 1872        |
| Generalleutnant | Hermann von Tresckow                 | 20 mars 1872 - 22 janvier 1873     |
| Generalleutnant | Otto von Strubberg                   | 23 janvier 1873 - 27 octobre 1880  |
| Generalleutnant | Bernhard von Drigalski (de)          | 28 octobre 1880 - 3 septembre 1884 |
| Generalleutnant | Albert von Rauch                     | 4 septembre 1884 - 1er août 1888   |
| Generalleutnant | Hermann von Lettow-Vorbeck           | 2 août 1888 - 26 janvier 1892      |
| Generalleutnant | Hans von Lenke (de)                  | 27 janvier 1892 - 19 mai 1896      |
| Generalleutnant | Franz von der Mülbe                  | 20 mai 1896 - 17 avril 1898        |
| Generalleutnant | Gustav von Blumenthal                | 18 avril 1898 - 10 mai 1901        |
| Generalleutnant | Adolf von Rosenberg-Gruszinski       | 11 mai 1901 - 21 mars 1902         |
| Generalleutnant | Erich Lölhöffel von Löwensprung (de) | 22 mars 1902 - 21 avril 1905       |
| Generalleutnant | Moriz von Lyncker                    | 21 avril 1905 - 16 décembre 1908   |
| Generalleutnant | Arthur von Dietlein (de)             | 17 décembre 1908 - 4 janvier 1911  |
| Generalleutnant | Magnus von Eberhardt                 | 5 janvier 1911 - 21 mars 1913      |
| Generalleutnant | Max Hofmann                          | 22 mars 1913 - 2 juillet 1915      |
| Generalleutnant | Max von Schmettau                    | 3 juillet 1915 - 18 août 1916      |
| Generalleutnant | Walter von Hülsen (de)               | 19 août 1916 - novembre 1918       |